# Сад насолод з лабіринтом
Сад насоло́д з лабіри́нтом  (англ. Pleasure Garden with a Maze) — картина із садом доби відродження, яку створив венеційський художник Лодовіко Поццосеррато на початку 1580-х років.

## Дещо про художника
Картину створив Лодовіко Поццосеррато, фламандець Лодевійк Тейпут, що перебрався на житло і працю до Італії. Як Лодовіко Поццосеррато він і став відомим в Італії. Митець відрізнявся віртуозним малюнком, як і більшість художників маньєризму. Знайомство з творами італійських майстрів та перебування в Римі і Венеції благодійно вплинуло на його творчість, додало колористичних якостей його картинам. Знайомство з практикою Італійського декоративного садівництва настільки причарувало іноземця, що він прикрасив зображеннями італійських садів низку власних картин релігійного спрямування та побутового жанру. Серед них —— «Христос садівник», «Сусанна і старці», «Сад насолод з лабіринтом».

## Опис твору
На великій за розмірами картині Поццосеррато подав вигаданий пейзаж з острівцем, на якому майстерний садівник створив садок насолод з лабіринтом. На відносно невеликій площі були щільно розсаджені кущі, що утворили чудернацький візерунок лабіринту, коридори котрого дозволяли довго гуляти чи грати з близькими. Від оточення острівець з лабіринтом відокремлений струмками, що збільшувало його відокремленість. Лише одним боком садок межував із затокою, що дозволяло збільшувати садові насолоди катанням на човнах. Декілька різного розміру човнів видно на картині. Чоловіча частина відвідувачів вполювала оленя вдалині за лабіринтом.
Якщо молодь бігає коридорами лабіринту чи усамітнюється для поцілунків і пестощів, товариство зрілих осіб розмістилось за столом, де гостей і відвідувачів саду насолод пригощають солодощами. На великому човні ліворуч гостей саду розважають музиканти. Картина — своєрідна збірка розповсюджених насолод шляхетного товариства, серед котрих — катання на човнах, музика, прогулянки, полювання, бенкет просто неба.
Картина рясніє подробицями, які вказують на північне, неіталійське походження автора. За припущеннями Лодовіко Поццосеррато походив з Антверпена, де і пройшов непогану школу малювання. У верхньому кутку праворуч зображений горбатий садовий місток і подано куточок Пьяцетти Сан Марко у Венеції. Це стало вказівкою на перебування художника у Венеції з переносом венеційських вражень у власні картини.

## Історія побутування
Картина належить до найдавніших, що були придбані для приватної збірки в Британії. Відомо, що її придбали 1615 року у Венеції для графа Сомерсета і перевезені до Лондона . Граф чимось завинив перед королем Англії і той конфіскував його майно, серед котрого були і картини, придбані у Венеції. Була в картинній галереї короля Карла І.
Картина була внесена до королівського інвентаря Карла II під назвою «Венеційські гуляння на острові Сен-Джордж», імовірно кимось з тих, хто відвідав свого часу Венецію і добре знав її. На початку XXI ст. належить картинній галереї палацу Хемптон Корт.